# Тюрякулов, Назир Тюрякулович
Нази́р Тюряку́лович Тюряку́лов (Тореку́лов) (каз. Нәзір (Нәзім) Төреқұлұлы Төреқұлов; октябрь 1892 — 3 октября 1937) — советский партийный и государственный деятель, дипломат, полпред СССР в Королевстве Саудовская Аравия (1928—1936), публицист, филолог.

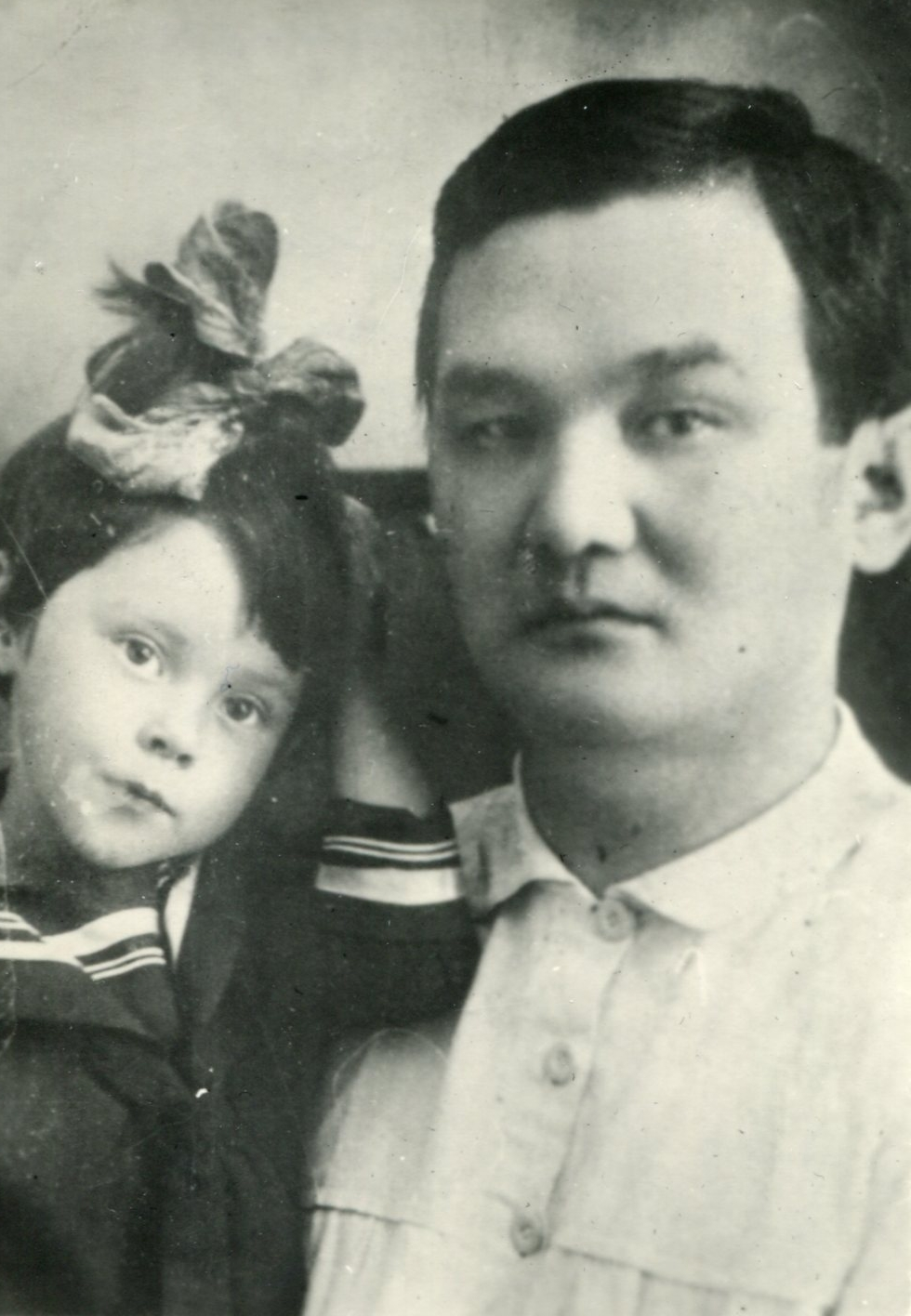
Назир Тюрякулов с дочерью Анель

## Биография
Казах, родился в зажиточной казахской семье крупного торговца хлопком в октябре 1892 года в городе Коканде.
По другой версии принято считать, что он родился в селе Кандоз, близ города Туркестан на территории современного Казахстана. Происходит из подрода мангытай рода котенши племени конырат.
Начальное образование получил в Коканде в медресе «Джадид» и «русско-туземной школе», окончил восьмиклассное Кокандское коммерческое училище. В 1914—1916 годы (а также в 1922—1923 годах) учился на Экономическом отделении Московского коммерческого института (ныне — Российский экономический университет имени Г. В. Плеханова).
Во время Первой Мировой войны служил инструктором в Земсоюзе (Комитет Западного фронта района Минска и Барановичей), в Минске создал тайную организацию Общество «Еркин дала» («Вольная степь»), объединявшее революционно настроенных студентов и учителей.
С февраля 1917 года — левый эсер, секретарь Совета рабочих, солдатских и мусульманских депутатов и нарком просвещения Туркестанской Республики, член Президиума областного ревкома г. Скобелев и заведующий Отделом народного образования; с октября 1918 — член РКП(б), начальник политуправления Конной армии в Туркестане.
Активно участвовал в создании печатного органа кокандского Совета депутатов «Халық газетасы» («Народная газета»), организовал выпуск первого номера журнала «Инкилоб» (Революция) — органа ЦК Компартии Туркестана. Участвовал в издании и редактировании журналов «Вестник просвещения и коммунистической культуры», «Хакикат» («Истина»), «Билим очагы» («Очаг знания»), «Туркмен ели» («Туркменский народ») и других, распространившихся далеко за пределами Туркестана — в Кашгаре, Кульдже, Поволжье, Бухаре, Хиве. Был редактором газет «Казах муны» и «Ак жол», «Вестника просвещения и коммунистической культуры».
Летом 1920 г. избран секретарём ЦК Коммунистической партии Туркестана, в мае 1921 г. — председателем ЦИК Туркестана (по июнь 1922 г.). В 1922 году член исполнительной комиссии Средазбюро ЦК РКП(б).
В 1920 году — редактор газеты «Иштирокиюн» (Ташкент), органа краевого мусульманского бюро.
В 1920—1921 гг. — нарком просвещения Туркестанской Автономной Советской Социалистической Республики.
С 19 июля 1920 года по 22 октября 1920 года председатель Туркестанской АССР.
В 1920—1922 гг. — член Туркестанской комиссии ВЦИК и СНК РСФСР, а также Туркестанского бюро ЦК РКП(б).
С 26 ноября 1920 года по 19 мая 1922 года член РВС Туркестанского фронта.
Став, по сути дела, одним из руководителей Туркестана, Н. Тюрякулов часто выезжал в различные области этой обширной республики, стараясь на местах вникнуть в суть проблем, возникающих перед новой властью; он выступал на различных съездах, встречался с рабочими, красноармейцами и дехканами на собраниях и митингах. Причем он с самого начала усвоил для себя, что одним из важнейших качеств народного руководителя является умение как прислушиваться к голосу масс, так и быть внимательным к каждому человеку. Его спокойный тон и неизменная политкорректность создавали такую обстановку, при которой посетители не стеснялись в буквальном смысле излить ему свою душу.
С 1922 г. Тюрякулов работает в Москве.
С 1922 по 1928 год — председатель правления Центрального издательства народов Востока (Центриздат), возглавлял восточное издательство. Член Президиума Всесоюзной научной ассоциации востоковедения, заместитель ректора Института народов Востока.
Тюрякулов проявил себя как выдающийся просветитель, издатель, редактор и учёный-лингвист. Под его руководством Центриздатом было выпущено почти 60 млн оттисков учебной, научно-популярной, политической, художественной литературы, публицистики, наглядных пособий на языках свыше 50 национальностей. В 1928 г. Центриздат издавал 21 периодическое издание на 12 языках.
Участник І Всесоюзного съезда учителей (1925 г.). В выступлении на съезде поднял вопросы развития национальных культурно-просветительных учреждений, строительства национальных школ в регионах, развития женского образования, создания специальных профтехнических и сельскохозяйственных школ. Эти вопросы с одобрения делегатов были внесены в резолюцию съезда.
Тюрякулов, в отличие от большинства руководителей, которые после установления Советской власти косо поглядывали на религию, задумывался о влиянии ислама на историю человечества. В годы службы на посту председателя ТуркЦИК он старался достичь разумного компромисса в отношениях новой власти и религии. Одно только его решение подписать постановление о переносе выходного дня с воскресенья на пятницу — мера, свидетельствующая о его гражданской смелости. Также в начале двадцатых годов Н. Тюрякулов издал указ, объявивший три дня Курбан айта — почитаемого мусульманского праздника — выходными.
Значителен вклад Тюрякулова как председателя всесоюзной Комиссии по новотюркскому алфавиту в переводе тюркской письменности с арабского алфавита на латиницу. Занимался проблемой латинизации тюркских письменностей, автор проекта нового тюркского алфавита (1923—1928). Участник 1-го Всесоюзного тюркологического съезда (Баку, 1926).
В служебной записке от 16 ноября 1927 г. Генсеку ЦК ВКП(б) И. Сталину заместитель наркома иностранных дел Л. Карахан охарактеризовал Тюрякулова как «одного из крупных знатоков мусульманского мира и миросозерцания, вполне приспособленного к проведению той сложной и тонкой политики, которая требуется в Геджасе» (прилагается).
Сталин поддержал предложение НКИД. После утверждения кандидатуры на заседании Политбюро ЦК партии, постановлением Президиума ЦИК СССР от 15 декабря 1927 г. Тюрякулов был назначен полпредом СССР в Королевстве Хиджаз, Неджд и присоединённые области (прежнее название Саудовской Аравии).
3 октября 1928 г., по завершении почти 2-месячного морского путешествия в Джидду из Одессы, Тюрякулов вручил верительные грамоты принцу Фейсалу, сыну короля Абдель Азиза аль-Сауда.
В 1928 году ему исполнилось всего лишь 36 лет. В дипломатической практике тех лет было редкостью, чтобы на такую ответственную должность назначили в столь раннем возрасте.
В течение всего пребывания в Аравии Тюрякулов пользовался «уважением и наилучшим отношением» со стороны короля и королевской семьи. Развитие отношения с Москвой рассматривались Саудитами как эффективный противовес Великобритании, вступившей в конфронтацию с новой династией ваххабитов-недждийцев. Важную роль сыграла и незаурядная личность самого полпреда-мусульманина, сумевшего выстроить доверительные, дружественные отношения с монархом и его сыновьями.
Плодотворно сотрудничал в этот период с другим крупным советским дипломатом Каримом Хакимовым.
Авторитет и влияние советского полпреда распространились также среди иностранных дипломатов, аккредитованных при дворе аравийского монарха; в 1930 году Тюрякулов стал дуайеном дипкорпуса в Джидде. В письме Наркому иностранных дел М. Литвинову от 16 апреля 1930 года Назир писал: «Исторический спор с англичанами из-за старшинства в дипкорпусе считается законченным в нашу пользу… На официальных торжествах я занимаю первое место, а Риан — второе, французский поверенный в делах — м-сье Мегре — третье, Айноль-Мольк — четвёртое. Отмечу, что Риан держится по отношению ко мне весьма корректно, обращаясь ко мне в некоторых случаях как к старшине».
С преобразованием в 1930 году дипагентства и генконсульства в полномочное представительство Тюрякулов занял пост полномочного представителя (посла) СССР в Королевстве Хиджаз, Неджд и присоединённых областях. Через два года работы в Саудовской Аравии, 28 февраля 1930 года, Назир Тюрякулов вручил принцу Фейсалу верительные грамоты уже в качестве Чрезвычайного и Полномочного посланника. Это произошло в духовном центре мусульманского мира — городе Мекке. После того как 23 сентября 1932 года Королевство Хиджаз и Неджд и другие территории были объединены в одно государство — Королевство Саудовская Аравия, стал полномочным представителем СССР в Королевстве Саудовская Аравия (1932—1936).
Благодаря исключительной широте и разнообразию служебных и личных контактов, Тюрякулов информировал НКИД по множеству вопросов, касающихся не только страны пребывания, но и сопредельных государств, и в целом по ситуации на Ближнем и Среднем Востоке, а также в Северной Африке. Полпред возглавил работу по подготовке состоявшегося в мае 1932 г. двухнедельного официального визита в СССР саудовского премьера принца Фейсала ибн Абдель Азиз ас-Сауда — будущего короля Саудовской Аравии, совмещавшего в тот момент посты главы правительства, министра иностранных дел и внутренних дел и наместника короля в Хиджазе. В этом же году Тюрякуловым была подготовлена и реализована «бензиновая сделка» — первый контракт на поставку в Саудовскую Аравию 100 тысяч ящиков бензина и керосина. Советский Нефтесиндикат победил в конкурентной борьбе могущественные англо-голландскую «Shell» и американскую «Standard Oil of California».
Год спустя, в 1933-м, Тюрякулов добился отмены жестко протекционистского «исключительного режима», которому подчинялась вся советская торговля в Аравии; двустороннее сотрудничество стало охватывать здравоохранение, культуру, науку. Успехом полпреда явилось также подписанное им в 1935 году соглашение между советским торговым обществом «Востгосторг» и министерством финансов Саудовской Аравии, которым был урегулирован много лет тянувшийся спор о задолженности Хиджаза перед СССР по поставкам нефтепродуктов.
В середине 30-х произошёл перелом, с отказом саудитам в товарном кредите и в целом в связи со сменой приоритетов в отношениях с Аравией двусторонние связи стали быстро сворачиваться.
В начале 1936 года Назир Тюрякулов был отозван в Москву. С 1936 года примерно год он проработал в Московском институте языка и письменности народов Востока (Институт языка и письменности при Совете национальностей ЦИК СССР).
С декабря 1935 года по июнь 1936 года он числился в резерве Наркомата иностранных цел, а с июня 1936 года по январь 1937 года — в резерве ЦК ВКП(б). По-видимому, это означало, что в тот момент руководство склонялось к возвращению Тюрякулова на государственный пост, однако, судьба сложилась иначе.
15 июля 1937 года был арестован ГУГБ.
3 октября 1937 года расстрелян по приговору Военной коллегии Верховного Суда СССР по ст. 58-1а, 58-8, 58-11 УК РСФСР[прояснить].
Эта трагическая весть потрясла короля Саудовской Аравии Абдул-Азиза Аль Сауда, который очень уважал и любил Назира Тюрякулова. И по дипломатическим каналам король дал понять советскому правительству, что других полпредов в своей стране он видеть не хочет. После этого отношения двух стран прекратились.
Март 1938 года — в Саудовской Аравии обнаружены колоссальные нефтяные месторождения, ставшие основой процветания королевства в XX и XXI веке.
13 апреля 1938 года СССР упраздняет миссию в Джидде из-за отказа ибн Сауда принять другого полпреда от Сталина. 11 сентября 1938 года сотрудники миссии СССР покинули Саудовскую Аравию.
28 января 1958 года реабилитирован Военной коллегией Верховного Суда СССР за отсутствием состава преступления.
По данным ФСБ России, переданным в фонд «Мемориал», в списке захороненных на спецобъекте НКВД под названием «Коммунарка» есть информация о захоронении Тюрякулова Назира Тюрякуловича. Спецобъект «Коммунарка» — это кладбище 6,5 тысяч казнённых жертв политических репрессий, находящееся в Московской области на 24-м километре Калужского шоссе. Место это было засекречено вплоть до 1999 года. В настоящее время рассекречены данные о 4,5 тысячах репрессированных.
17 января 1990 года восстановлены дипломатические отношения между Россией и Саудовской Аравией.
Владел тюркскими языками такими как казахским, узбекским, татарским, турецким а также русским, арабским, персидским, французским и немецким языками.
В 1997—1998 годах архив Назира Тюрякулова был, благодаря поддержке Евгения Примакова, возглавлявшего в 1994—2001 гг. министерство иностранных дел Российской Федерации, в полном объёме получен Чрезвычайным и Полномочным Послом Республики Казахстан в Российской Федерации (1994—2001), доктором экономических наук и доктором политических наук Таиром Аймухаметовичем Мансуровым. Документы, связанные с Тюрякуловым, были получены в Архиве внешней политики Российской Федерации, Российском государственном архиве социально-политической истории, Российском государственном архиве и Центральном архиве ФСБ России. Весь объём архивных материалов был детально исследован. Таиром Мансуровым было издано 9 научных и художественных книг о Тюрякулове (в том числе в серии «Жизнь замечательных людей» издательства «Молодая гвардия») на русском, казахском, английском и арабском языках.
В 2006 году по инициативе министра иностранных дел Королевства Саудовская Аравия Сауда аль-Фейсала биографическая книга Т. Мансурова о Тюрякулове была переведена на арабский язык и издана в Саудовской Аравии 10-тысячным тиражом.

## Сочинения
- Социально-политический словарь русско-узбекского языка. Ташкент, 1922.
- Туркестанская Автономная Республика // ЖН. 1923. Кн. 1. С. 86-95; (рецензия на книгу Бартольд В. В.).
- История Туркестана. Ташкент, 1922 // Там же. Кн. 2. С. 162—164.
- По ленинскому пути: (К смерти Нариманова) // НВ. 1925. № 7. С. IV.
- К вопросу о латинизации тюркских алфавитов // Там же. № 10/11. С. 218—222.

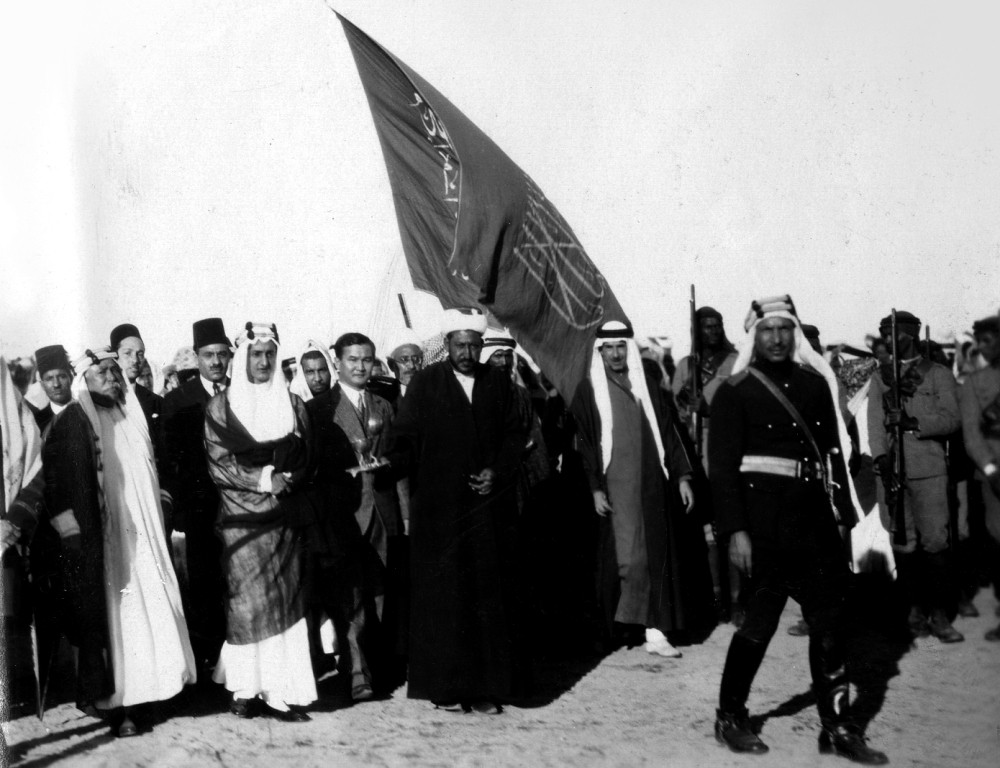
Принц Фейсал бин Абдель Азиз аль Сауд и полпред Назир Тюрякулов. г. Джидда 1929 г

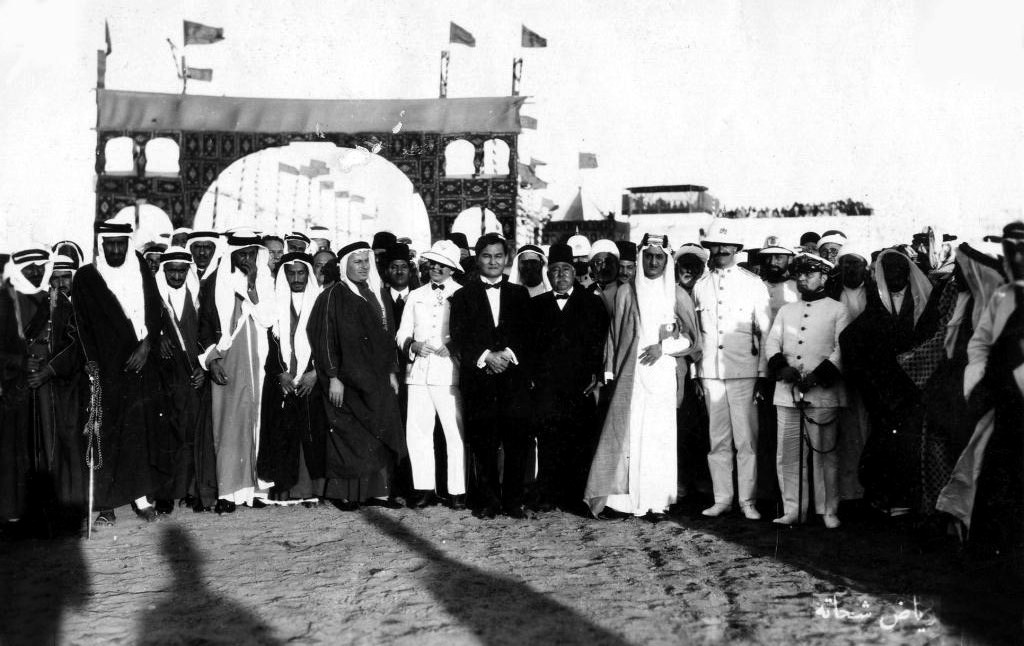
Принц Фейсал бин Абдель Азиз ас Сауд с дипломатами. г. Джидда

## Выступления
- Всесоюзный тюркологический съезд, 1926. С. 263—268; 309—310, 330—331.

## Доклады
- Стенографический отчёт, 1927. С. 88-92, 115—123;
- Наши задачи // НВ. 1928. № 20/21. С. XII—XXII;
- Назир Тюрякулов — полпред СССР в Королевстве Саудовская Аравия: (Письма, дневники, отчёты. 1928—1935 гг.). М., 2000.

## Увековечивание памяти

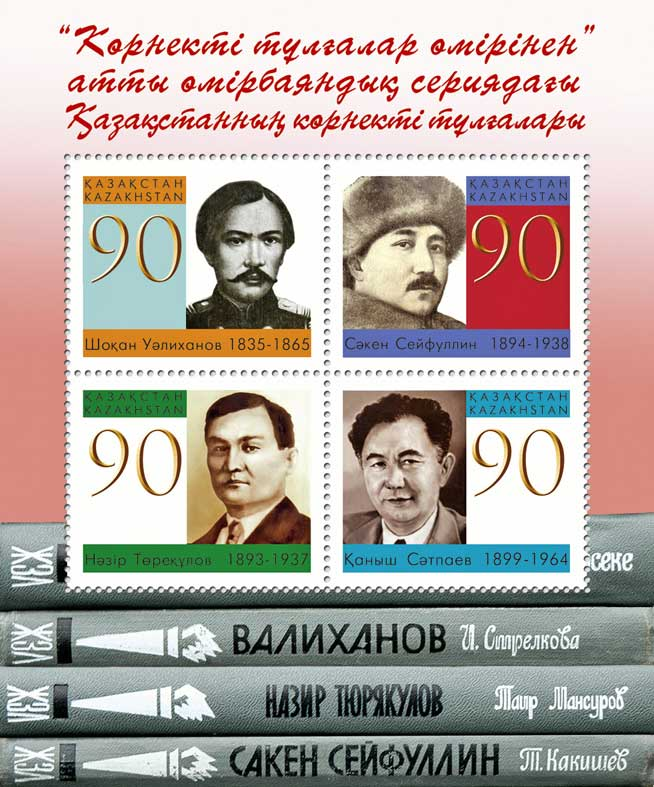
марки Казахстана, 2006 год: Валиханов, Сейфуллин, Тюрякулов, Сатпаев

- В 1974 году стараниями племянницы Саиды Тюрякуловой (дочерью его брата Кадыра Тюрякулова) именем Назира Тюрякулова названа одна из улиц города Коканд.
- На родине в городе Туркестан установили бюст, создали музей и фонд, которые берегут наследие Назира Тюрякулова.
- Три школы в Южно-Казахстанской области названы именем Назира Тюрякулова: 62-я школа в Шымкенте, бывшая школа имени Никитина в Туркестане, бывшая школа имени Крупской в Шолаккоргане Сузакского района, 77-я школа в Ташкенте.
- Рассматривается возможность дать имя Н. Тюрякулова школе № 18 города Астаны.
- Улицы имени Назира Тюрякулова есть в Коканде (Узбекистан), Алматы, Шымкенте, Кызылорде, Туркестане и в трёх районах Южно-Казахстанской области (Казахстан)[2].
- Постановлением Правительства Республики Казахстан от 20 января 2003 года учреждена медаль имени Назира Тюрякулова «За вклад в развитие внешней политики Республики Казахстан».
- В сентябре 2005 года в Шымкент прибыл помощник по делам религии Королевства Саудовская Аравия Ад Тюрки Жаджис бен Абель Азир (Маджид Абдель Азиз Аль Турки) для ознакомления с сохранившимися документами, относящимися к деятельности Назира Тюрякулова. Он провёл переговоры о строительстве мечети в Туркестанском районе, причём финансирование строительства которой арабская сторона в память Назира Тюрякулова берёт на себя[14].

## Семья и потомки
- Дочь — Анель Назировна Кокошвили Анель Назировна долгое время проживала в Москве в доме № 2 по улице Серафимовича за Кремлём на Москве-реке. 40 лет работала в закрытом учреждении: прошла путь от лаборанта до главного инженера в институте авиационных материалов (недоступная ссылка). Её именем назван самый большой в Европе подъёмный кран[2]. Скончалась 22 февраля 2003 года. В соответствии с завещанием Анель Назировну Торекулову похоронили по мусульманскому обычаю на родине отца в городе Туркестане[15].
- Брат — Кадир Тюрякулович Тюрякулов (1900—1960) — советский партийный, государственный деятель, промышленник, экономист. Родился в городе Коканде[1].
- Племянница — Саида Тюрякулова (дочь Кадира Тюрякулова), похоронена в Коканде.
- Внук Кадира Тюрякулова[16] — Эльяр Туракулов (Мусабаев)[17] проживает в Коканде[18].
- Члены семья Туракуловых-Мусабаевых, ныне проживающие в городе Коканде, являются потомками брата Назира — Кадира Тюрякулова.
- Родственник (родственник отца Назира Тюрякулова Тюрякул ата) — Ибрай Исмаил, проживал в Шымкенте (Республика Казахстан)[2], похоронен там же.
- Родственник (степень родства не известна) — Абу Искаков (по другой версии, его звали Искак Садуов[15]), проживал в городе Туркестане[2], в 1964 году, когда ему было 87 лет, заявлял, что был осуждён на шесть месяцев за то, что назвался родственником Назира Тюрякулова.

## Интересные факты
- В 1932 году участвовал в организации поездки в Москву принца Фейсала бин Абдель Азиза ас-Сауда, будущего короля Саудовской Аравии (1964—1975), с именем которого связано процветание его страны.
- Когда в 1943 г. в Каире открылось посольство СССР, король Абдель Азиз ас-Сауд направил своего советника Абдуллу выяснить судьбу Назира Тюрякулова и Карима Хакимова. «Советник Абдулла» более известен как принявший ислам британский «чиновник-востоковед» Гарри Филби[19], отец знаменитого советского разведчика Кима Филби[20].
- После расстрела Назира Тюрякулова и принудительного отзыва Карима Хакимова из Саудовской Аравии Абдель Азиз ибн Сауд отказался принимать любого другого Полномочного представителя СССР. Отношения с Саудитами были восстановлены только 17 января 1990 года.

## Фотогалерея

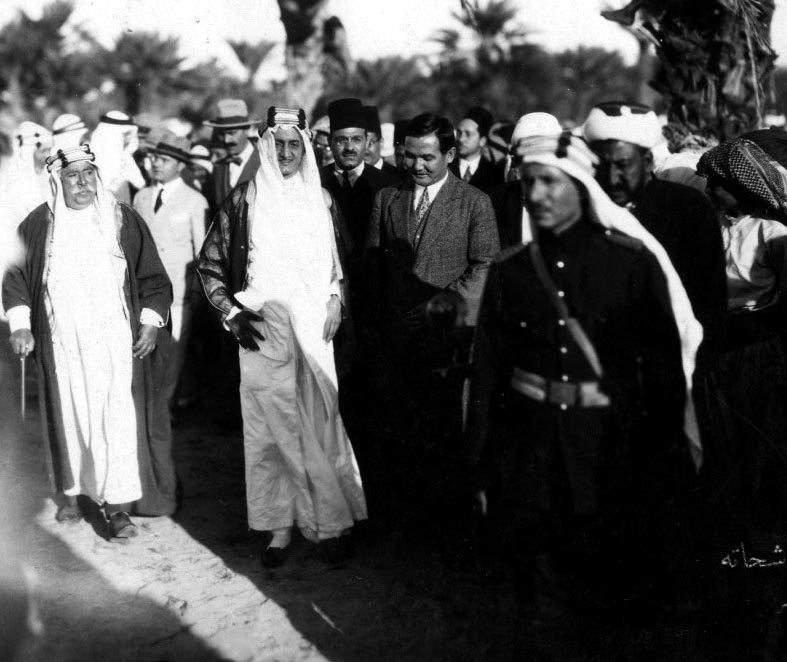
Принц Фейсал бин Абдель Азиз ас-Сауд и полпред Назир Тюрякулов (Джидда, 1929 г.)
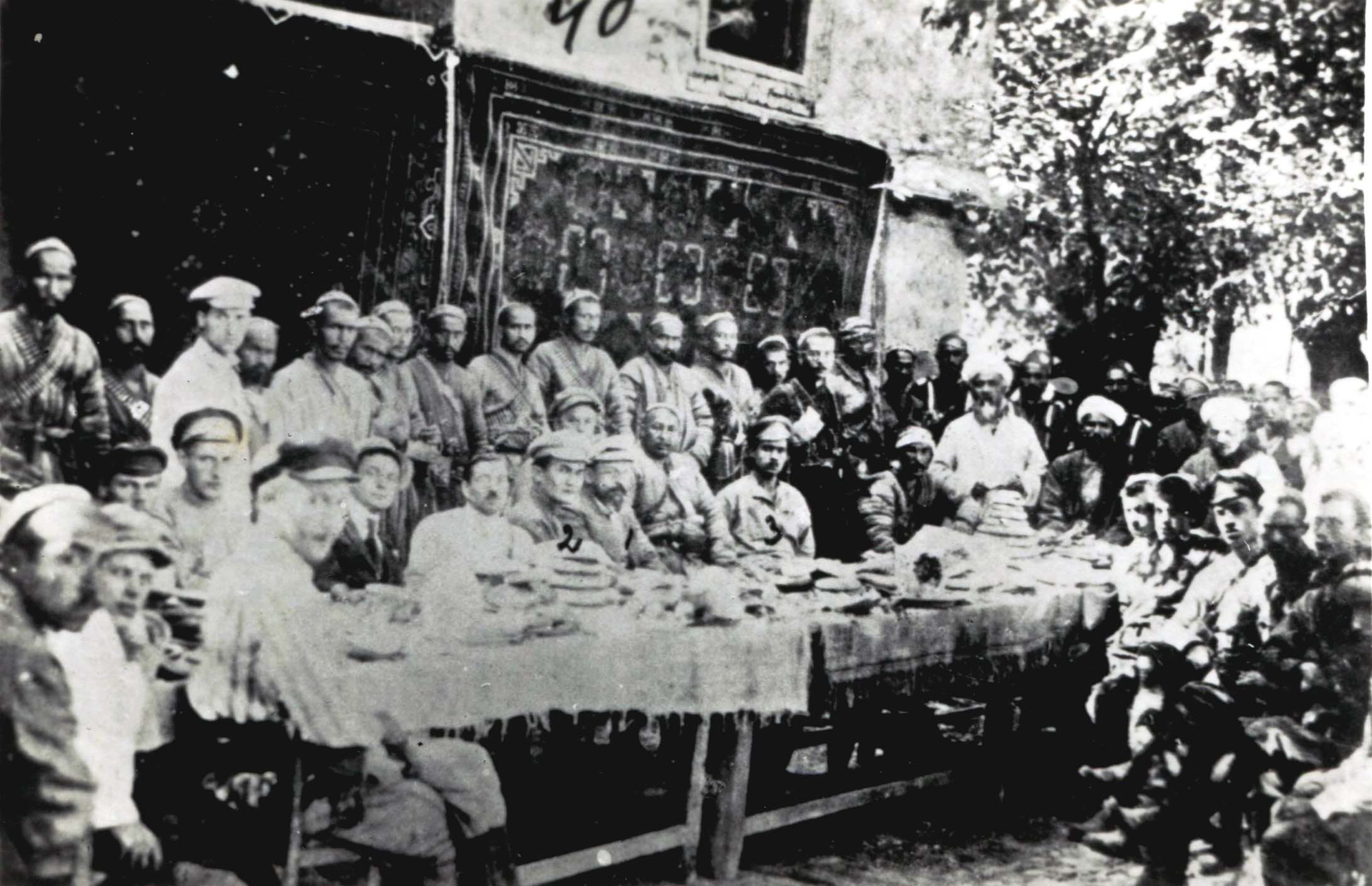
Брат Кадир Тюрякулович Тюрякулов